# 腓特烈·威廉 (石勒苏益格-荷尔斯泰因-森讷堡-格吕克斯堡公爵)
腓特烈·威廉（丹麥語：Vilhelm af Slesvig-Holsten-Sønderborg-Glücksborg,Frederik Vilhelm Poul Leopold，1785年1月4日—1831年2月17日），格吕克斯堡王朝的建立者，丹麥國王克里斯蒂安三世之子年輕者漢斯的直系後裔。

## 家庭
1810年1月26日，腓特烈·威廉與黑森-卡塞爾的路易絲·卡羅琳結婚。路易絲·卡羅琳的父親是黑森選侯威廉一世的弟弟卡爾王子，母親是丹麥國王弗雷德里克五世的女兒路易絲公主。腓特烈·威廉與路易絲·卡羅琳共有7子3女：
- 瑪麗（丹麥語：Marie af Slesvig-Holsten-Sønderborg-Glücksborg）（1810年—1869年）
- 弗蕾德里克（1811年—1902年），安哈特-貝恩堡公爵夫人
- 卡尔（1813年—1878年），石勒苏益格-荷尔斯泰因-森讷堡-格吕克斯堡公爵
- 腓特烈（1814年—1885年），石勒苏益格-荷尔斯泰因-索恩德堡-格吕克斯堡公爵
- 威廉（丹麥語：Vilhelm af Slesvig-Holsten-Sønderborg-Glücksborg (1816-1893)）（1816年—1893年）
- 克里斯蒂安（1818年—1906年），1863年成為丹麥國王
- 路易丝（丹麥語：Louise af Slesvig-Holsten-Sønderborg-Glücksborg (1820-1894)）（1820年—1894年）
- 尤利烏斯（1824年—1903年）
- 漢斯（1825年—1911年）
- 尼庫勞斯（丹麥語：Nikolaus af Slesvig-Holsten-Sønderborg-Glücksborg）（1828年—1849年）

他是丹麥女王瑪格麗特二世、挪威國王哈拉爾五世、英國國王查爾斯以及希臘末代國王康斯坦丁二世的父系共同祖先。